# Barguna
Barguna (beng. বরগুন Borguna) – miasto w prowincji Barisal, w Bangladeszu.